# Statussymbool
Een statussymbool is een pronkstuk dat symbool staat voor de sociale status die een persoon of organisatie bezit of nastreeft. Vrijwel alles is geschikt als statussymbool, op voorwaarde dat het voor de grote massa onbereikbaar is. In het bijzonder dient een statussymbool om zich te onderscheiden binnen de eigen groep of van lagere groepen in de sociale stratificatie. Zo zal een 'gewone' Porsche bij de jet set weinig indruk maken, het moet een bijzonder type of exemplaar zijn (bij mensen met oud geld zal het bezit van een dergelijke extravagante auto echter aanduiden dat men behoort tot de nouveau riche en daardoor juist statusverlagend werken). In andere bevolkingsgroepen kan een Mercedes of Volvo een teken van succes zijn, en in sommige ontwikkelingslanden betekent het bezit van een willekeurig autotype dat men het gemaakt heeft. 

## Show
Een statussymbool heeft als primaire bedoeling goed waarneembaar te zijn. Wanneer iemand veel flessen wijn als statussymbool heeft, zal hij ze niet in een wijnkelder opslaan, maar juist vol in het zicht in de woonkamer plaatsen zodat iedereen ze kan zien.
Een ander kenmerk is dat statussymbolen verder geen bijzonder nut, toegevoegde of productieve waarde hebben, of dat eventueel economisch nut zwaar ondergeschikt is aan de functie als pronkstuk. Een tuin kost alleen maar geld en tijd en levert niets op, bovengenoemde wijnliefhebber zou het niet in zijn hoofd halen zijn voorraad op te drinken (tenzij bij heel speciale gelegenheden), exotische huisdieren hebben geen nut voor de jacht of voedselproductie. Hoewel een Porsche de bezitter van A naar B brengt, geldt dat ook voor een goedkopere auto die vaak ook zuiniger is, en hoewel een Porsche hogere snelheden kan bereiken, gelden wereldwijd snelheidslimieten. 
Door op het eerste gezicht nutteloze zaken te kopen laat men nou juist zien dat men zich een extraatje kan veroorloven, en dus in goeden doen is.

## Voorbeelden
- diploma's en getuigschriften
- ridderorden
- auto's
- beeldende kunst
- horloges (een Rolex is hier een goed voorbeeld van)
- sieraden
- exotisch huisdier, of een dure rashond of -kat
- merkkleding
- onroerend goed, vooral met een grote tuin
- jachten